# درج (ماهرو)
درج (بالفارسية: درج) هي قرية تقع في إيران في قسم ماهرو الریفي. يقدر عدد سكانها بـ 27 نسمة بحسب إحصاء 2016.